# Каменка (Бахмутский район)
Ка́менка (укр. Кам'янка) — посёлок, входит в Ольховатский поселковый совет Бахмутского района Донецкой области Украины. Находится под контролем самопровозглашённой Донецкой Народной Республики.

## География
В Донецкой области имеется ещё 5 одноимённых населённых пунктов, в том числе село Каменка в соседнем Ясиноватском районе; 2 села в Старобешевском районе: Каменка Новозарьевского сельского совета и Каменка Коммунаровского сельского совета
К северу и северо-востоку от посёлка проходит граница между Донецкой и Луганской областями.

#### Соседние населённые пункты по странам света
С: Чернухино (Луганская область)
СЗ: город Дебальцево, Ильинка
СВ: Редкодуб (Бахмутского района), Редкодуб (Шахтёрского района); Миус, Фащевка (Луганская область)
З: Ольховатка, Камышатка
В: Никишино
ЮЗ: Весёлая Долина, Новоорловка, Шевченко
ЮВ: Кумшацкое, Димитрова, Тимофеевка, Весёлое
Ю: Полевое, Орлово-Ивановка

## Население
Население по переписи 2001 года составляло 742 человека.

## История
До 11 декабря 2014 года входил в Енакиевский городской совет. В 2014 году посёлок правительством Украины переподчинен Артёмовскому району. С февраля 2015 года под контролем ДНР.

## Местный совет
86490, Донецкая область, Бахмутский район, Ольховатский поссовет, пгт. Ольховатка, ул. Советская, 1; тел. 5-46-32. Телефонный код — 6252.